# اسپارتاکوس ۲۵۷۹
سیارک ۲۵۷۹ (به انگلیسی: 2579 Spartacus، نامگذاری:1977PA2) دو هزار و پانصد و هفتاد و نهمین سیارک کشف شده‌است که در ۱۴ اوت ۱۹۷۷ کشف شد.
قدر مطلق سیارک برابر ۱۳٫۰۰ است.